# Amtsgericht Bernau bei Berlin

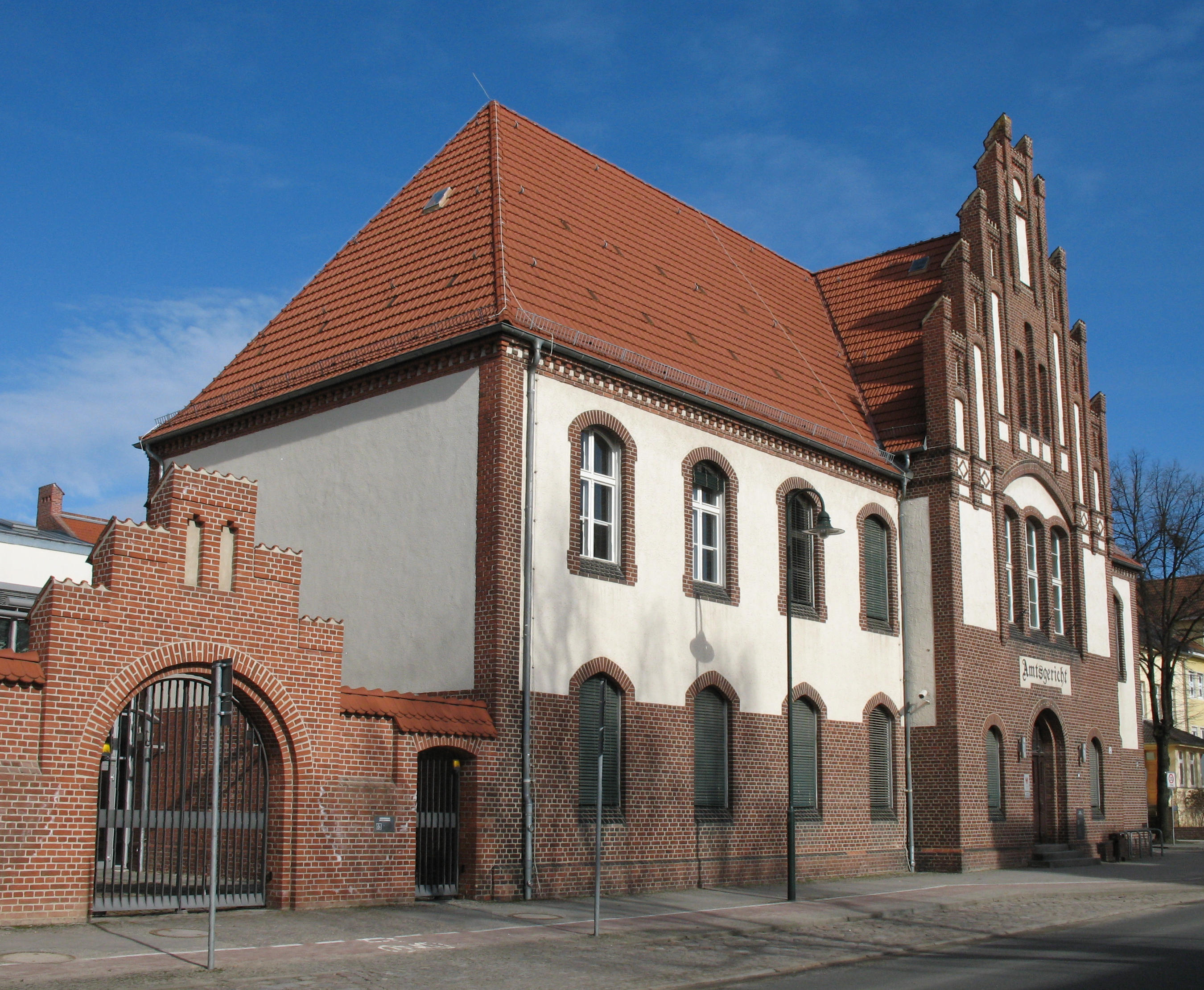
Das Amtsgericht Bernau b. Berlin (2009)

Das Amtsgericht Bernau bei Berlin ist eines von 24 Amtsgerichten in Brandenburg und ein Gericht der ordentlichen Gerichtsbarkeit. Es befindet sich in der Breitscheidstraße 50 in Bernau bei Berlin.

## Amtsgerichtsbezirk
Der Bezirk des Amtsgerichtes Bernau bei Berlin erstreckt sich auf die Gemeinden Ahrensfelde, Bernau bei Berlin, Biesenthal, Breydin, Marienwerder, Melchow, Panketal, Rüdnitz, Sydower Fließ, Wandlitz und Werneuchen. Die Ortsteile der Gemeinde Groß Schönebeck: Groß Schönebeck, Klandorf und Schluft gehören seit dem 1. April 2012 zum Zuständigkeitsbereich des Amtsgerichtes Eberswalde.

## Geschichte und Gerichtsgebäude

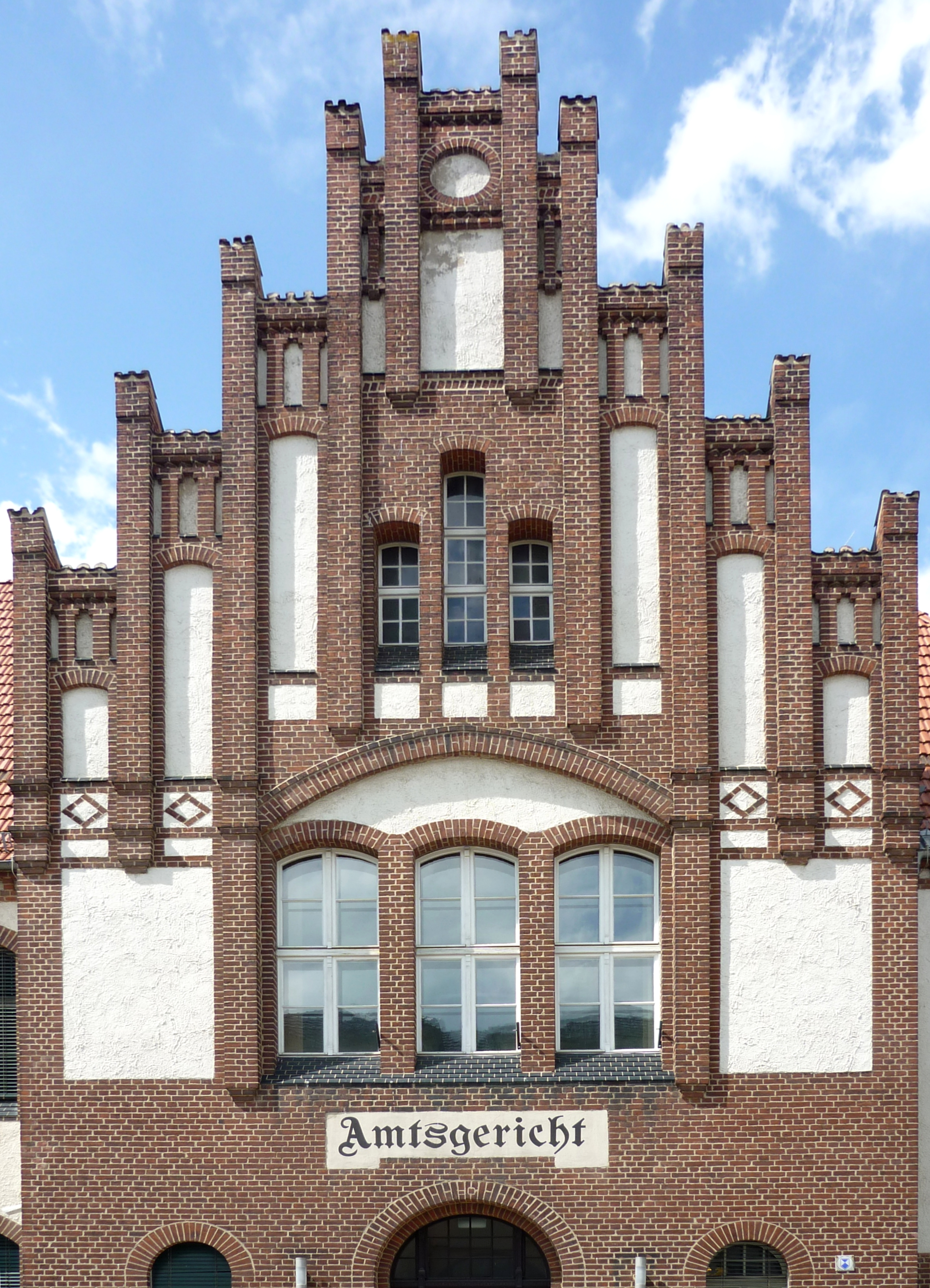
Neogotischer Giebel des Amtsgerichtes

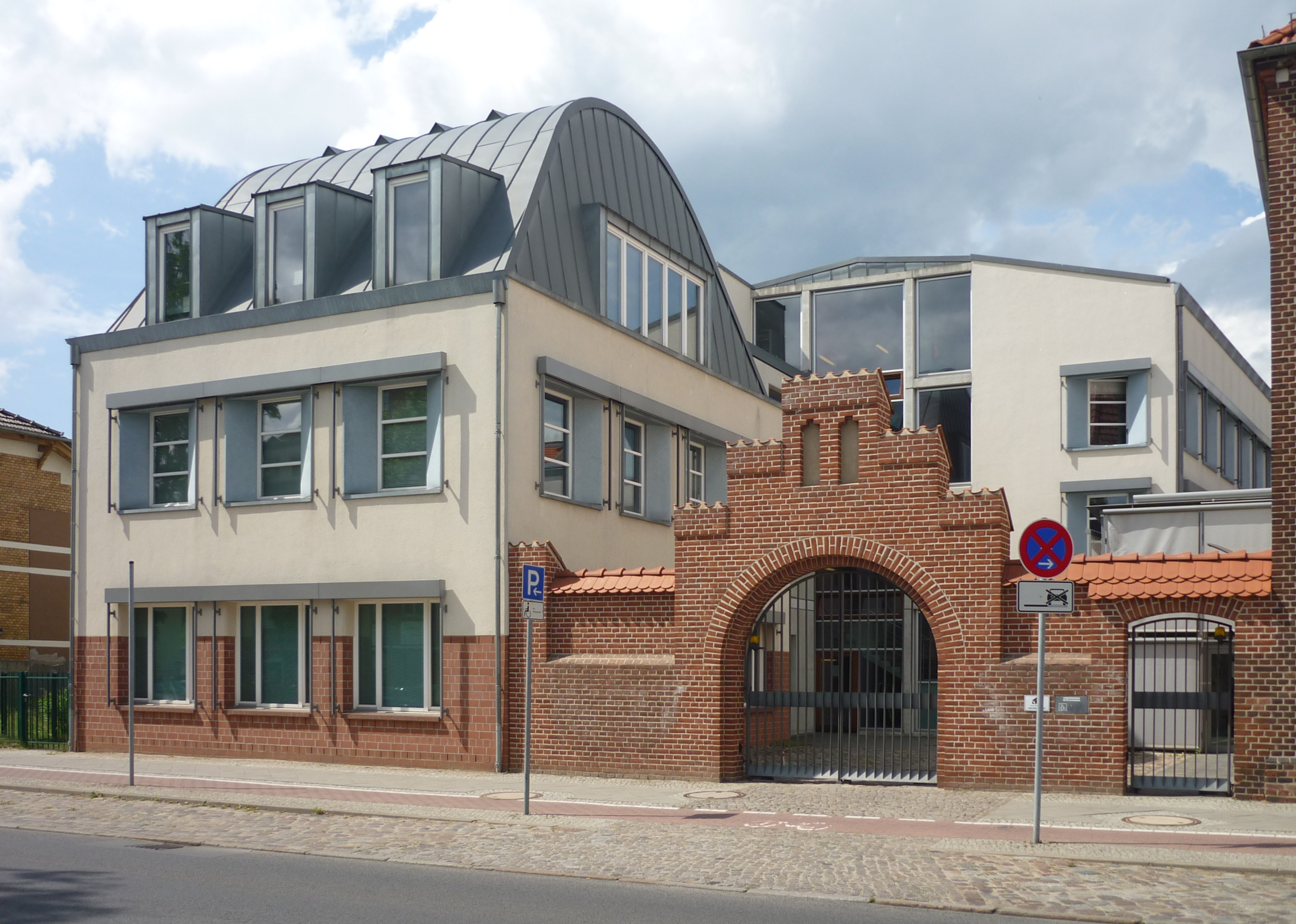
Erweiterungsbau aus dem Jahre 2003

Im Kontext der Preußischen Reformen von 1808 wurde auch in Bernau die Gerichtsbarkeit von der städtischen Verwaltung getrennt und das Königliche Stadtgericht als eigenständige Behörde geschaffen. Das neue Gericht erhielt im Rathaus der Stadt unentgeltlich die erforderlichen Büro- und Gefängnisräume. 1839 wurde das Gericht in ein Königliches Land- und Stadtgericht umgewandelt. Als solches war es nun auch für Biesenthal und einige benachbarte Dörfer zuständig. Im Ergebnis der Revolution von 1848/49 wurde zum 1. April 1849 das Königliche Land- und Stadtgericht aufgehoben und durch eine Königliche Kreisgerichts-Commission des königlichen Kreisgericht Berlin ersetzt, in deren Zuständigkeit zusätzlich die umliegenden Dörfer der Stadt Bernau fielen. Nach der Gründung des Deutschen Reiches im Jahre 1871 wurde die Gerichts-Organisation in Deutschland neu gestaltet. In Bernau wurde zum 1. Oktober 1879 ein Königliches Amtsgericht mit Schöffengericht eingerichtet, unterstellt dem Landgericht II in Berlin. Noch einmal erweiterte sich damit der Zuständigkeitsbereich des Bernauer Gerichtes erheblich. Sein Gerichtsbezirk umfasste aus dem Landkreis Niederbarnim den Stadtbezirk Bernau und die Amtsbezirke Börnicke, Buch und Lanke. Am Gericht bestand 1880 eine Richterstelle. Das Amtsgericht war damit ein kleines Amtsgericht im Landgerichtsbezirk. Im Jahre 1899 wurde das Amtsgericht Rüdersdorf dem Landgericht Berlin III zugeteilt. Mit der Zusammenlegung der Berliner Landgerichte kam das Amtsgericht Rüdersdorf 1933 zum Landgericht Berlin.
Nach dem Zweiten Weltkrieg wurde das Amtsgericht Bernau zunächst dem Landgericht Potsdam und 1951 bis 1952 dem Landgericht Eberswalde zugeordnet. Im Jahre 1952 wurden in der DDR die Amtsgerichte abgeschafft und stattdessen Kreisgerichte gebildet. Bernau kam zum Kreis Bernau, zuständiges Gericht war damit das Kreisgericht Bernau. Das Amtsgericht Bernau bei Berlin wurde aufgehoben. Das Brandenburgische Gerichtsneuordnungsgesetz (BbgGerNeuOG), verfügte zum 1. Dezember 1993 die Fortführung der bestehenden Kreisgerichte als Amtsgerichte, die Fortführung der Bezirksgerichte in Cottbus, Frankfurt (Oder) und Potsdam als Landgerichte und die Errichtung eines weiteren Landgerichtes in Neuruppin. Damit entstand das Amtsgericht Bernau bei Berlin neu.

## Gerichtsgebäude
Trotz der im Verlauf des 19. Jahrhunderts beträchtlich gewachsenen Aufgabenstellungen befanden sich die Diensträume des Gerichtes weiterhin im Rathaus, was zu wachsenden Problemen führte. Von beständigen „Streitigkeiten und Correspondenzen“ zwischen der Stadtverwaltung und dem Gericht schreibt August Wernicke 1894 in seiner Bernauer Stadtchronik.
Ende des 19. Jahrhunderts wurde die Notwendigkeit zur Schaffung eines eigenen Gerichtsgebäudes immer offensichtlicher. Den Platz für einen Neubau fand man in der damaligen Kaiserstraße (heute Breitscheidstraße), also in einem Viertel vor den Mauern der Stadt, das durch die Baulust der Gründerjahre sein Gepräge erhielt. Das Gebäude – errichtet als neogotischer Backsteinbau – konnte 1903 bezogen werden. Es steht heute unter Denkmalschutz. Ein Erweiterungsbau wurde 2003 zur Nutzung übergeben.

## Zuständigkeit und Aufgaben
In den Zuständigkeitsbereich des Amtsgerichtes fallen folgende Tätigkeiten: Familiensachen, Grundbuchsachen, Hinterlegungssachen, Nachlasssachen, Ordnungswidrigkeitssachen, Strafsachen, Betreuungssachen, Wohnungseigentumssachen, Zivilsachen, Zwangsvollstreckungssachen.

## Übergeordnete Gerichte
Im Instanzenzug übergeordnet sind das Landgericht Frankfurt an der Oder, das Brandenburgische Oberlandesgericht (in Brandenburg an der Havel) und der Bundesgerichtshof.